# Uwe Steimle
Uwe Heinz Steimle (* 20. června 1963 Drážďany) je německý kabaretiér a herec, pro něhož je typické užívání saského dialektu. Proslavil se jako komisař Jens Hinrichs v televizním seriálu Polizeiruf 110 a rovněž jako imitátor Ericha Honeckera, jehož vnímá jako tragikomickou postavu německých dějin. Steimle je známým představitelem východoněmecké „ostalgie“, což je pojem, který si jako jeho hlavní propagátor nechal patentovat. Součástí jeho „ostalgické“ sebestylizace je Škoda Felicia (1961).

## Život
Uwe Steimle se narodil v Drážďanech a vyrůstal v městské části Trachau. Oba jeho rodiče byli neoficiálními spolupracovníky Stasi. Jeho otec byl poddůstojník z povolání (naposledy štábní šikovatel) v tankovém vojsku Nationale Volksarmee, později vrátný u Bundeswehru. Matka pracovala ve státním podniku na výrobu obalů, VEB Polypack, v Drážďanech. Oba rodiče zemřeli v roce 1992, několik let po znovusjednocení Německa. Steimle se v mládí věnoval sportu (jeho nejlepším výkonem v běhu na 100 m byl čas 11,2 vteřiny). Po ukončení základní školy se nejprve vyučil průmyslovým kovářem v podniku Edelstahlwerk Freital. Poté přes odpor rodičů studoval na Divadelní škole Hanse Otty v Lipsku. Díky divadelním představením ve škole a ruským pohádkovým filmům v televizi NDR se totiž chtěl stát hercem, aby byl schopen být někým jiným a překonat svou vlastní plachost. V roce 1989 studium úspěšně ukončil. Po promoci následovala divadelní angažmá v Drážďanech, Halle a Erfurtu. Hrál mimo jiné v divadelních hrách Eliase Canettiho a v Brechtově Třígrošové opeře. Již od studentských let vystupuje v německé televizi. Na seznam předních kabaretních umělců se dostal zvláště jako imitátor, popříp. interpret Ericha Honeckera, což přispělo k jeho popularitě. V roce 1993 ztvárnil postavu komisaře Jense Hinrichse v televizním seriálu Polizeiruf 110, po níž následovaly další nabídky z oblasti televizní a filmové tvorby. Všechna jeho kabaretní vystoupení jsou autorská a jejich texty si Steimle sám píše. V centru jeho pozornosti je přitom jazykový humor a záměrné užívání saského dialektu. Tvorba tohoto kabaretiéra plynule přechází v jeho politickou angažovanost a v psaní vlastních autobiografických knih. Díky televiznímu pořadu Steimles Welt produkovanému původně televizí MDR získal tento herec a kabaretiér značný ohlas nejen v Sasku. Z rozvedeného manželství má dvě dcery. Uwe Steimle žije v Drážďanech.

## Kontroverze
Jako autor politického kabaretu, jenž reaguje na aktuální události, se Steimle nevyhýbá ani kontroverzním tématům. Kritizováno je např. jeho hodnocení období NDR, kdy mj. řekl, že „NDR neměla v roce 1989 žádné ekonomické problémy a v žádném případě nebyla v úpadku.“ V době migrační krize nepřímo podpořil hnutí PEGIDA, když na jednom vystoupení řekl, že nejde o kritiku islámu, ale spíše o to, že hnutí chce „upozornit na zcela pomýlenou politiku“. Poté, co Steimle v kabaretní show televize WDR nastolil otázku: „Proč Američané a Izraelci začínají války a my Němci máme za to hovno platit?“, následovalo obvinění z antisemitismu. Později připustil, že to po své návštěvě v Izraeli „vidí trochu jinak“ a odsoudil praxi Hamásu s tím, že obrana Státu Izrael je „zcela v pořádku“. V roce 2018 poskytl Steimle kontroverzní rozhovor týdeníku Junge Freiheit, v němž prohlásil: „Pravdou je, že nemáme žádnou vlastní politiku, protože jsme okupovanou zemí“. Německo podle něho není suverénní stát, nýbrž „území okupované USA“. V nápadném souladu s oficiální politikou tehdejší NDR pak tento kabaretiér obhajuje Putinovo Rusko, což zároveň bagatelizuje tím, že jde o zem, jež má HDP ve výši Španělska. V prosinci 2019 televize MDR oznámila, že vysílání programu Steimles Welt bude ukončeno, neboť Steimle měl opakovaně zpochybnit principy veřejnoprávního vysílání. Více než 53 000 lidí tehdy podepsalo petici za obnovení tohoto programu, který od té doby pokračuje na YouTube. Své postoje Steimle obhajuje tím, že „satirik nemusí být loajální, měl by spíše otevírat rány společnosti, aby je učinil viditelnými.“

## Ocenění

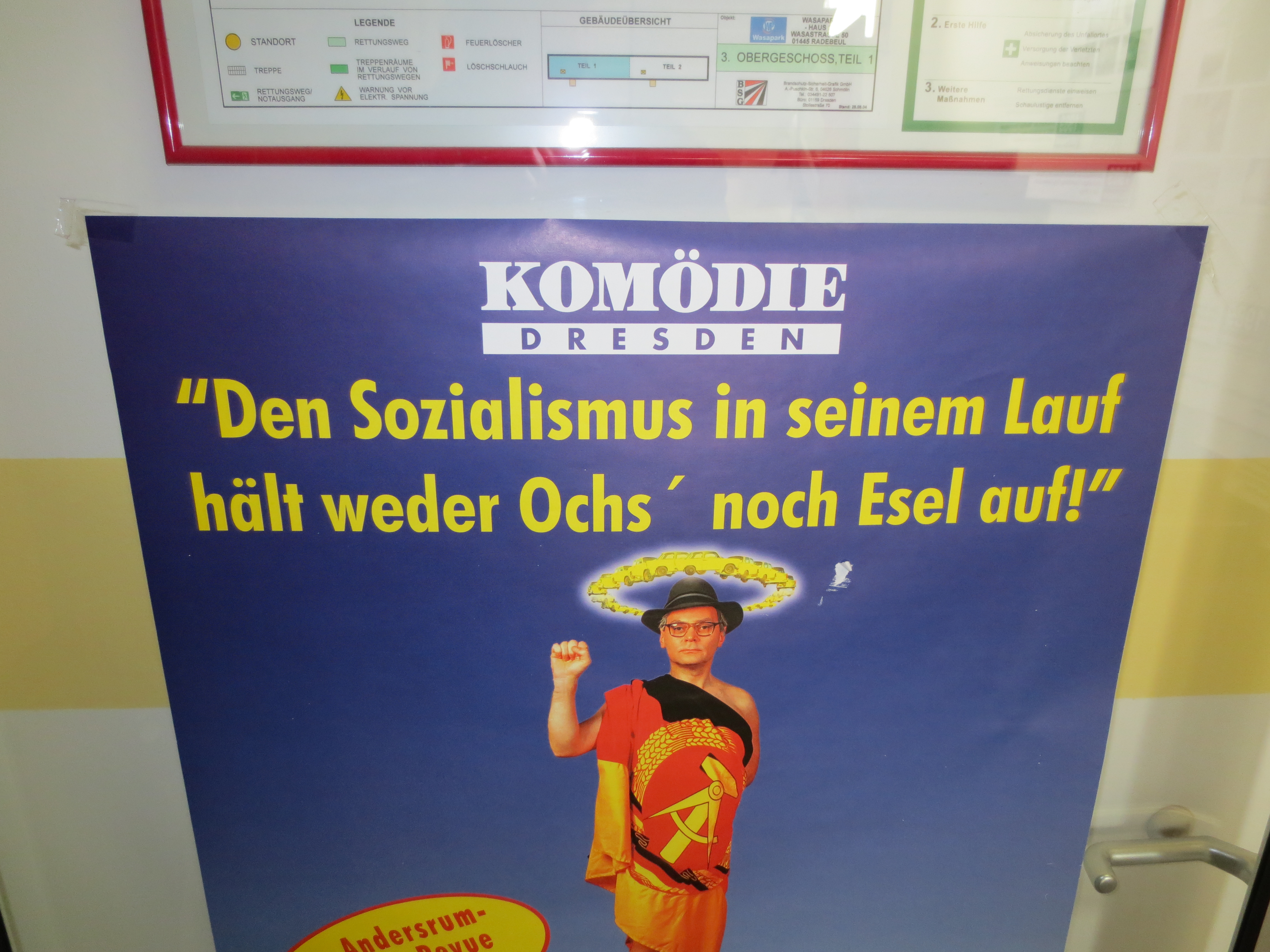
Plakát na Steimleho kabaret s Honeckerovým citátem „Socialismus neporazí ani vůl, ani osel!“.

- 1999: Cabinet-Preis na Lipském festivalu smíchu
- 2000: Mindener Stichling – Cena města Mindenu za sólové kabaretní výstupy
- 2003: Salzburger Stier – Salcburská cena za kabaret
- 2005: Adolf-Grimme-Preis za ztvárnění role v seriálu Polizeiruf 110
- 2009: Čestné členství ve Spolku pro německý jazyk
- 2012: Friedestrompreis (cena za literaturu)
- 2015: Eddi (cena za kabaret)
- 2017: „Dresdner des Jahres 2017“
- 2019: Ochránce jazyka („Sprachwahrer“) roku

## Publikace

### Knihy
- Uns fragt ja keener – Ostalgie. Eulenspiegel-Verlag, Berlin 1997. ISBN 3-359-00943-6.
- Mich fragt ja eener … und zwar Hans-Dieter Schütt. Eulenspiegel-Verlag, Berlin 2001. ISBN 3-359-01414-6 (ve spolupráci s Hansem-Dieterem Schüttem).
- Meine Oma, Marx & Jesus Christus [Medienkombination]: Aus dem Leben eines Ostalgikers. Gütersloher Verlagshaus, Gütersloh 2012. ISBN 978-3-579-06648-6.
- Heimatstunde : neues vom Zauberer von Ost. Gütersloher Verlagshaus, Gütersloh 2013. ISBN 978-3-579-06626-4.
- Steimles Welt. Gütersloher Verlagshaus, Gütersloh 2015. ISBN 978-3-579-06599-1.
- Warum der Esel Martin heißt : neues von Martin Luther. Spolupráce: Michael Seidel. Gütersloher Verlagshaus, Gütersloh 2016. ISBN 978-3-579-08649-1.
- Wir sind nicht nachtragend ..., wir vergessen aber auch nichts. Faber & Faber, Leipzig 2020. ISBN 978-3-86730-183-1.

### Audioknihy
- 2014: Fourschbar.25 Jahre Kehre, Buschfunk Vertrieb GmbH, ISBN 978-3-944058-38-2.
- 2015: In Dresden bin ich weltberühmt, Buschfunk Vertrieb GmbH, ISBN 978-3-944058-47-4.
- 2015: Äh … Moschn, Buschfunk Vertrieb GmbH, ISBN 978-3-944058-48-1.
- 2017: Fludschen muss es, Buschfunk Vertrieb GmbH

### DVD
- 2005: Uwe Steimle – Günther allein zu Haus, Buschfunk Vertriebs GmbH
- 2016: Steimles Welt – Von Dresden bis fast hinter Leipzig, UAP Video GmbH
- 2017: Steimles Welt 2 – Von tief im Erzgebirge über fast Potsdam hoch zum Thüringer Wald, Uap Video GmbH

## Filmografie
- 1988: Der Aufstand der Fischer von St. Barbara
- 1989: Zwei schräge Vögel
- 1992: Go Trabi Go 2 – Das war der wilde Osten
- 1993: Bauernopfer
- 1994: Polizeiruf 110: Bullerjahn
- 1994: Polizeiruf 110: Kiwi und Ratte
- 1995: Polizeiruf 110: Über Bande
- 1995: Polizeiruf 110: Taxi zur Bank
- 1995: Polizeiruf 110: Alte Freunde
- 1995: Polizeiruf 110: Gefährliche Küsse
- 1996: Unser Lehrer Doktor Specht (TV-série, tři epizody)
- 1996: Polizeiruf 110: Die Gazelle
- 1997: Polizeiruf 110: Der Fremde
- 1997: Polizeiruf 110: Über den Tod hinaus
- 1997: Liebling Kreuzberg (TV-série, jedna epizoda)
- 1998: Polizeiruf 110: Live in den Tod
- 1998: Tatort: Blinde Kuriere
- 1998: Polizeiruf 110: Katz und Kater
- 1999: Polizeiruf 110: Rasputin
- 1999: Polizeiruf 110: Über den Dächern von Schwerin
- 2000: Polizeiruf 110: Ihr größter Fall
- 2001: Polizeiruf 110: Die Frau des Fleischers
- 2001: Heinrich der Säger
- 2002: Polizeiruf 110: Memory
- 2002: Bloch – Schwarzer Staub
- 2002: Polizeiruf 110: Vom Himmel gefallen
- 2003: Polizeiruf 110: Verloren
- 2003: Das Konto (dvoudílný televizní film)
- 2004: Polizeiruf 110: Dumm wie Brot
- 2004: Polizeiruf 110: Winterende
- 2004: Heimat 3 – Chronik einer Zeitenwende
- 2005: Polizeiruf 110: Resturlaub
- 2005: Polizeiruf 110: Vorwärts wie rückwärts
- 2006: Polizeiruf 110: Matrosenbraut
- 2006: Polizeiruf 110: Traumtod
- 2007: Polizeiruf 110: Dunkler Sommer
- 2007–2010:Neues aus der Anstalt
- 2007: Polizeiruf 110: Farbwechsel
- 2008: Polizeiruf 110: Eine Maria aus Stettin
- 2008: Polizeiruf 110: Schweineleben
- 2008: Plötzlich Millionär
- 2009: Polizeiruf 110: Die armen Kinder von Schwerin
- 2009: Liebe Mauer
- 2010–2017: Kanzleramt Pforte D
- 2011: Bollywood lässt Alpen glühen
- 2011: Monika
- 2012: Alfons und Gäste
- 2012: Sushi in Suhl
- 2013–2019: Steimles Welt
- 2015: SchleichFernsehen

## Filmové dokumenty
- 2018: Die Spur der Ahnen – Uwe Steimle und sein Urururururururgroßvater, dokumentární film, scénář a režie: Heike Bittner